# Valère Ollivier

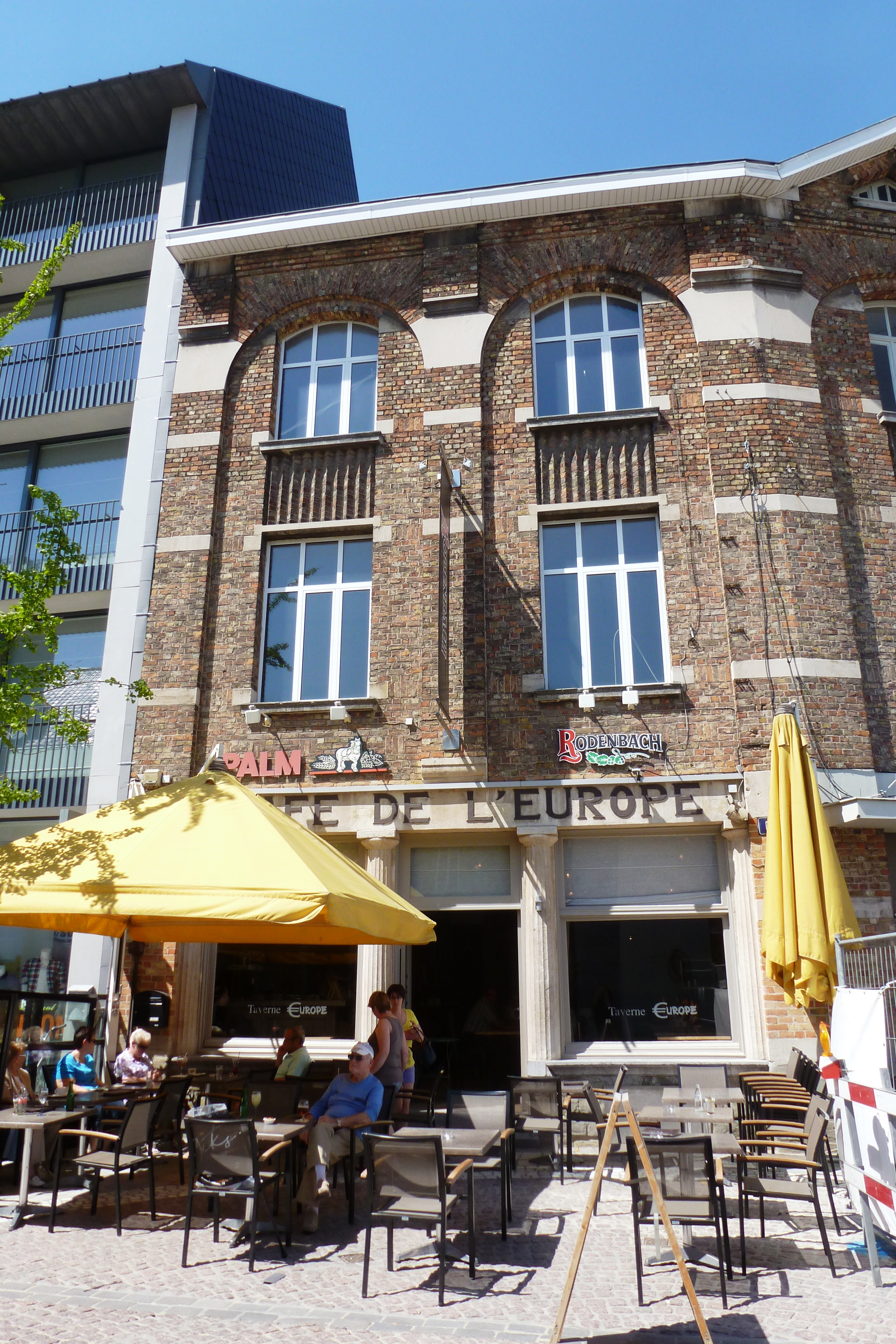
Det av Ollivier grundade Cafe de L'Europe i Roeselare 2012.

Valère Ollivier (förnamnet på nederländska skrivet Valeer), född den 21 september 1921 i Roeselare, död den 10 februari 1958, var en belgisk tävlingscyklist som var professionell från 1943 till 1955. Hans främsta landsvägsmeriter var den belgiska mästartiteln i linjelopp 1949, samt segrarna i Gent–Wevelgem (1948) och Kuurne–Bryssel–Kuurne (1945 och 1950) – även en andraplats i Flandern runt (1949) kan nämnas. På bana blev han Europa-/vintermästare i madison 1951 i par med Albert Sercu.
Vid sidan av cyklingen drev Ollivier ett kafé och en taxiverksamhet i hemstaden. Han avslutade cykelkarriären 1955 och avled 1958 av brusten aorta. 2006 namngav Roeselare gatan Valeer Ollivierstraat efter honom.

## Meriter

### Landsväg
| 1942 Belgisk juniormästare i linjelopp 1945 Vinnare av Omloop Kuurne 1946 6:a i Omloop Het Volk 6:a i Omloop van het Houtland 8:a i Grand Prix Jules Lowie 1947 Vinnare av Omloop van het Houtland Torhout 2:a i Elfstedenronde 4:a i Gent–Wevelgem 5:a i Grand Prix Jules Lowie 10:a i linjelopp vid Belgiska mästerskapen 1948 Vinnare av Gent–Wevelgem 4:a i Grand Prix Jules Lowie 6:a i Kampioenschap van Vlaanderen 7:a i Omloop van het Houtland 7:a i Omloop der Vlaamse Gewesten 1949 Belgisk mästare i linjelopp Vinnare av etapperna 3 och 11 i Tour du Maroc 2:a i Flandern runt 2:a i Kuurne–Bryssel–Kuurne 2:a i Scheldeprijs 2:a i Omloop der Vlaamse Gewesten 4:a totalt i Belgien runt 4:a i Gent–Wevelgem 6:a i Omloop van het Houtland 7:a i Omloop Het Volk 1950 Vinnare av Kuurne–Bryssel–Kuurne Vinnare av etapp 2 i Belgien runt 2:a i Omloop van het Houtland 3:a i linjelopp vid Belgiska mästerskapen 4:a i Omloop der Vlaamse Gewesten 4:a i Grand Prix Jules Lowie 7:a i Flandern runt 9:a i Paris–Bryssel | 1951 2:a i Scheldeprijs 3:a i Grand Prix Jules Lowie 5:a i Omloop van het Houtland 7:a i Omloop Het Volk 7:a i Kampioenschap van Vlaanderen 10:a i Liège–Bastogne–Liège 10:a i Flandern runt 10:a i Ronde van Limburg 1952 Vinnare av Omloop van het Houtland Vinnare av Hoeilaart-Diest-Hoeilaart Vinnare av Antwerpen-Genk 2:a i Omloop der Vlaamse Gewesten 5:a i Ronde van Limburg 5:a i Omloop van Oost-Vlaanderen 8:a i Flandern runt 8:a i Omloop Het Volk 9:a totalt i Belgien runt 9:a totalt i Dwars door België 10:a i Scheldeprijs 1953 Vinnare av etapp 3a i Paris–Nice 3:a i Milano-Sanremo 4:a i Nationale Sluitingsprijs 6:a i Bryssel–Ingooigem 8:a i Omloop van het Houtland 1954 Vinnare av Bryssel–Ingooigem 8:a i Flandern runt 8:a i Kuurne–Bryssel–Kuurne 1955 Vinnare av etapp 1 i Tour du Maroc 10:a i Kuurne–Bryssel–Kuurne |

### Bana
| 1949/1950 3:a i Bryssels sexdagars (nov.) med Ernest Thyssen 1950/1951 Europa-/vintermästare i madison med Albert Sercu | 1951/1952 2:a i Gents sexdagars (feb.) med Gérard Buyl 3:a i Bryssels sexdagars (nov.) med Gérard Buyl |